# Glaciers de la Vanoise
Con la denominazione di Glaciers de la Vanoise si intende l'insieme dei ghiacciai collocati tra la Pointe de la Réchasse a nord e la Dent Parrachée a sud nel Massiccio della Vanoise.

## Descrizione
Essi formano un'ampia calotta glaciale che ricopre le più alte vette del massiccio. I ghiacciai principali che compongono la calotta sono:
- Glacier du Pelve
- Glacier de l'Arpont
- Glacier de la Mahure.

## Manifestazioni
Attorno ai ghiacciai si svolge il Tour des Glaciers de la Vanoise.

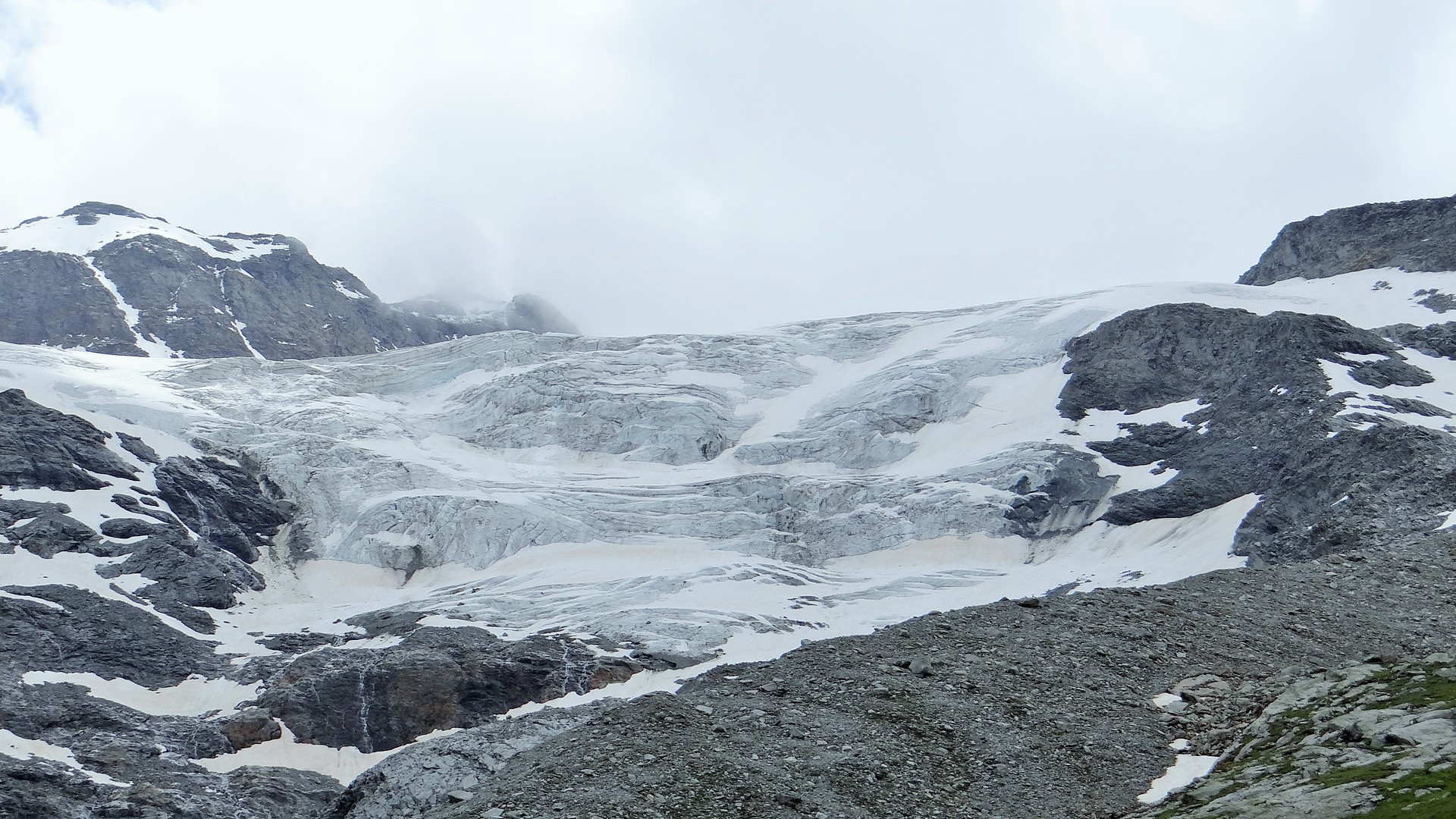
Il ghiacciaio del Génépy nel 2016.